# タイラー・ロバートソン
タイラー・パトリック・ロバートソン（Tyler Patrick Robertson, 1987年12月23日 - ）は、アメリカ合衆国・カリフォルニア州シミバレー出身の元プロ野球選手（投手）。左投左打。

## 経歴

### プロ入りとツインズ時代
2006年のMLBドラフトでミネソタ・ツインズから3巡目（全体96位）で指名され入団した。この年は、傘下のルーキー級ガルフ・コーストリーグ・ツインズで11試合に登板した。
2007年は、A級ベロイト・スナッパーズで18試合に登板した。
2008年は、A+級フォートマイヤーズ・ミラクルで15試合に登板した。
2009年は、A+級フォートマイヤーズで26試合に登板した。
2010年は、AA級ニューブリテン・ロックキャッツとAAA級ロチェスター・レッドウイングスで計28試合に登板した。
2011年は、AA級ニューブリテンで55試合に登板し、10勝3敗16セーブ、防御率3.61という成績を挙げた。オフの11月18日にメジャー契約を結び、40人枠入りを果たした。
2012年は、開幕はAAA級ロチェスターで迎えたが、6月25日にメジャー初昇格。26日のシカゴ・ホワイトソックス戦でメジャーデビューを果たした。この年はメジャー初勝利を含む2勝2敗、防御率5.40という成績を残した。
2013年はメジャーで開幕を迎えたが、2試合に登板したのみで4月7日にマイナー降格。その後はAAA級ロチェスターでプレーした。6月3日にDFAとなった。

### ナショナルズ傘下時代
2013年6月7日にウェーバー公示を経てワシントン・ナショナルズへ移籍した。移籍後は、傘下のAAA級シラキュース・チーフスで26試合に登板したが、メジャー昇格の機会はなかった。オフの11月20日にDFAとなり、11月25日にマイナー契約を結び直した。
2014年は、AAA級シラキュースで12試合に登板した。この年は、メジャーに昇格する事は無かった。

### マーリンズ傘下時代
2015年3月15日にマイアミ・マーリンズとマイナー契約を結んだ。この年はマイナーでも登板することなく、オフの11月6日にFAとなった。

## 詳細情報

### 背番号
- 64 (2012年 - 2013年)